# Port de Roses
Port de Roses är en hamn i Spanien.   Den ligger i provinsen Província de Girona och regionen Katalonien, i den östra delen av landet, 600 km öster om huvudstaden Madrid. Närmaste större samhälle är Roses, 0,65 km norr om Port de Roses.